# (113390) Helvetia
Helvetia ist der Asteroid mit der Nummer 113390. Er wurde am 29. September 2002 vom Schweizer Astronomen Markus Griesser, Leiter der Sternwarte Eschenberg in Winterthur, entdeckt und trägt seit Februar 2006 offiziell diesen Namen.

## Daten
Der Kleinplanet hat einen Durchmesser von rund zwei Kilometern und zieht seine Bahn um die Sonne in einer mittleren Entfernung von 344 Millionen Kilometern. Er braucht für eine Umkreisung dreieinhalb Jahre.

## Bedeutung des Namens
Der durch den Entdecker gewählte und von einem internationalen Gremium freigegebene Name würdigt die vier unterschiedlichen Kulturen der Schweiz und ihre Fähigkeit zu friedlicher Koexistenz.
Helvetia ist die vom Volksstamm der Helvetier abgeleitete neulateinische Bezeichnung für die Schweiz und eine allegorische Frauenfigur, welche die Schweiz versinnbildlicht.
Auf Briefmarken und Münzen wird bis heute „Helvetia“ als Landesbezeichnung verwendet, weil damit keine der vier Amtssprachen (Deutsch, Französisch, Italienisch, Romanisch) der Schweiz bevorzugt wird. Aus demselben Grund wurde das lateinische Landeskennzeichen CH gewählt, die Abkürzung für Confoederatio Helvetica, Schweizerische Eidgenossenschaft.

## Sonderbriefmarke
Aus Anlass des internationalen Jahrs der Astronomie hat die Schweizerische Post am 8. Mai 2009 eine Sonderbriefmarke herausgegeben. Diese sog. Europamarke mit dem Frankaturwert von 1 Franken zeigt den Asteroiden Helvetia. Entdecker Markus Griesser hat diese Marke zusammen mit der Gestalterin Catherine Reber entworfen. Die im Dunkeln leuchtende Briefmarke zeigt die Umlaufbahn des Asteroiden in unserem Sonnensystem.